# Sankt Veit in Defereggen
Sankt Veit in Defereggen je obec v Rakousku ve spolkové zemi Tyrolsko v okrese Lienz.
Žije zde 742 obyvatel (1. 1. 2011).